# 데칸 대기근
1630~1632년 데칸 대기근은 연이은 흉작과 관련된 기근이다. 이 기근은 무굴 제국의 황제인 샤 자한의 통치 기간에 발생했다. 이 기근은 세 번 연속으로 주식 작물 재배에 실패하면서 발생했고, 이는 이 지역에 전염병을 일으키고 심한 기아, 질병, 이주를 초래했다. 기근은 말와의 무굴 지휘관이 반역하여 니잠 샤와 아딜 샤의 데칸군과 합류한 후 샤 자한이 말와와 데칸에서 벌인 무굴 제국의 군사 작전으로 더욱 심화되었다. 1631년 10월까지 10개월 동안 구자라트주에서는 약 3백만 명이 사망했고, 아흐마드나가르 주변에서는 또 다른 백만 명이 사망했다. 보고서에 따르면 1631년 말까지 전체 사망자 수는 740만 명에 달하는데, 이는 전체 지역에 대한 수치일 수 있다.

## 피터 문디의 데칸 대기근 기록
피터 문디는 데칸 대기근에 대한 자신의 직접적인 기록을 다음과 같이 썼다. 
 "구자라트 기근은 1630년 가뭄으로 시작되었고, 다음 해에는 쥐와 메뚜기떼의 작물 습격이 있었으며, 그 후에는 과도한 비가 내렸다. 기근과 수인성 질병으로 인해 높은 사망률을 보였다. 1631년에는 3백만 명이 사망했다. 사람들은 덜 영향을 받은 지역으로 이주했지만, 많은 사람들이 도중에 사망했고, 시신들이 도로를 막았다. 페르시아와 유럽의 자료들은 모두 이 기근에 대한 이야기를 전하며, 기괴한 소비 패턴의 왜곡된 풍요를 묘사한다. 소가죽이 먹히고, 죽은 사람의 뼈는 밀가루와 함께 갈렸으며, 식인 행위가 빈번했고, 사람들은 시신을 먹었다. 말와의 더 생산적인 지역에서 곡물을 운반하던 반자라(운반자)의 수레는 도중에 차단되었고, 보급품은 데칸(남부) 지방에서 영토 전쟁을 벌이던 부르한푸르의 샤 자한 황실군에게로 전용되었다. 기근 이전 밀 가격은 1만마무디 당 1만마무디였으나, 1631년에는 16만마무디로 상승했다. 무료 급식소를 열고 토지세 감면을 제공하는 황실의 자선 행위는 제한적인 효과를 보였다. 구자라트주는 캘리코 직물의 주요 생산지 중 하나였고, 이 무역은 직조공들의 죽음과 이주로 인해 심각한 영향을 받았다."

## 같이 보기
- 1966~1967년 비하르 기근
- 인도의 기근